# Argyrophorodes catalalis
Argyrophorodes catalalis là một loài bướm đêm trong họ Crambidae.